# Гусев, Вениамин Васильевич
Вениамин Васильевич Гусев (1923—1994) — подполковник Советской Армии, участник Великой Отечественной войны, Герой Советского Союза (1944).

## Биография
Вениамин Гусев родился 16 сентября 1923 года в селе Анопино (ныне — посёлок в Гусь-Хрустальном районе Владимирской области) в рабочей семье. В 1927 году вместе с семьёй переехал в город Рошаль Московской области, где окончил неполную среднюю школу и стал работать модельщиком ремонтно-механического цеха одного из местных заводов. В августе 1941 года Гусев был призван на службу в Рабоче-крестьянскую Красную Армию. С декабря того же года — на фронтах Великой Отечественной войны. В 1942 году окончил курсы младших лейтенантов. К июлю 1944 года гвардии старший лейтенант Вениамин Гусев командовал ротой 158-го гвардейского стрелкового полка 51-й гвардейской стрелковой дивизии 6-й гвардейской армии 1-го Прибалтийского фронта. Отличился во время освобождения Витебской области Белорусской ССР.
Рота Гусева принимала активное участие в освобождении ряда населённых пунктов Сиротинского (ныне Шумилинского) и Полоцкого районов, в частности, 22 июня — деревень Плиговки и Залужье, 24 июня — станции Ловша, выйдя к Западной Двине. Рота на подручных средствах переправилась через реку и захватила плацдарм, отразив две контратаки противника, уничтожив около 38 немецких пехотинцев и четыре пулемёта. Действия роты Гусева способствовали успешной переправе через реку остальных подразделений. 26 июня 1944 года рота перерезала дорогу на деревню Пятигорск, обеспечив тем самым полку успешное форсирование реки Улла. 3 июля 1944 года рота Гусева заняла железную дорогу в районе Полоцка, а после ворвалась непосредственно в сам город. Переправившись через Западную Двину, рота атаковала позиции противника. В бою Гусев был контужен, потерял речь, но продолжил сражаться, оставаясь на поле боя до полного разгрома противника. Всего же за период с 22 июня по 3 июля рота Гусева освободила 7 населённых пунктов, а Гусев в боях лично уничтожил около 25 солдат и офицеров противника.
Указом Президиума Верховного Совета СССР от 22 июля 1944 года за «образцовое выполнение боевых заданий командования на фронте борьбы с немецкими захватчиками и проявленные при этом отвагу и геройство» гвардии старший лейтенант Вениамин Гусев был удостоен высокого звания Героя Советского Союза с вручением ордена Ленина и медали «Золотая Звезда».
В 1945 году Гусев окончил курсы усовершенствования офицерского состава. В 1947 году в звании подполковника он был уволен в запас. После этот Гусев работал в Министерстве автомобильного транспорта Латвийской ССР, в 1956—1960 годах был заведующим магазином в Шатурском районе Московской области. С 1960 года проживал в городе Рошаль, работал в военизированной охране Рошальского химического комбината, был начальником команды, начальником караула, заместителем начальника отряда. В 1992 году вышел на пенсию. Умер 2 октября 1994 года.
Награждён орденами Отечественной войны 1-й степени и Красной Звезды, а также рядом медалей.

## Память
- Памятная стела с именем Героя установлена на Аллее Героев в городе Шатура Московской области
- Имя Героя высечено на мемориале Победы на Поклонной горе в Москве
- Мемориальная доска в городе Рошаль Московской области на доме, в котором проживал Герой (ул. III Интернационала, д. 3) открыта 22 июня 1999 года
- Звание «Почётный гражданин Шатурского района» (присвоено посмертно в 2003 г.)[3]
- Имя Героя присвоено лицею города Рошаль Московской области (Постановление губернатора Московской области от 30 августа 2006)
- Граффити с изображением Героя в городе Рошаль Московской области на стене дома (ул. Карла Либкнехта, д. 4).